# 中国国民党第六届中央委员会第三次全体会议
中国国民党第六届中央委员会第三次全体会议簡稱国民党六届三中全会，是中國國民黨於1947年3月15日至24日在南京的一場會議。出席会议的中国国民党中央执行委员会委員、中國國民黨中央監察委員會委員共254人、各省市党部主任委员及三民主义青年团各支团干事长100余人。这次会议的中心议题是研讨如何结束训政，促进宪政，做好行宪的各项准备。會議要求要结束国民党一党训政的局面，而且“国民政府改组完成之日，即为训政开始结束之时”，国民党要降为普通政党地位，和各党派平等相处。全会通过了关于军事、政治、经济、党务、外交及反共措施等多项决议案。

## 背景
全会开幕前，1947年2月28日驻京、沪、渝的中國共產黨代表团開始撤离，至3月7日撤退完毕，维持了十年的第二次国共合作正式彻底破裂。中華民國国军在山东战场刚刚经历鲁南战役、莱芜战役惨败，在西北战场于3月19日攻占延安，在东北战场正在发生三下江南四保临江，军事主动权逐渐转移到共方手中。上海爆发黄金风潮，3月1日時任行政院院长宋子文下台。台湾刚刚发生二二八事件。

## 過程
3月15日，国民党总裁蒋介石致开幕词：
- 蒋介石表示“结束训政，还政于民”，改组政府，邀请中國青年党、中國民主社會黨加入政府，准备行宪。
- 蒋介石表示中国共产党“武装割据，妨碍统一，残害人民、擴大動亂”、“迷信武力，背信弃义”、“拒绝参加国民大会，要求取消国民大会通过之宪法”、“政治解决的途径已经绝望”。他表示要迅速解决中共问题，而且决心内战到底。[1]

吴铁城、陈诚、王世杰等分别作了党务、军事、外交报告：
- 3月16日，時任中華民國外交部部长王世杰向六届三中全会作外交报告，强调保持中美传统友谊，严格遵守中苏友好条约。3月18日，全会第三次会议专门讨论外交问题，部分与会者强烈批评外交当局对苏“软弱”，处理“失当”。王世杰答辩说：苏联问题现在没有办法，是因为中共问题夹在中间，中苏摩擦便不可避免，对此我们还要忍耐，等中共问题解决后，中苏还是可以和平相处。
- 3月17日，時任中華民國参谋总长陈诚上將向六届三中全会报告军事状况。强调“交通重要地方皆为我军控制，经济则匪亦不如我”，因此“对剿匪绝对自信，绝对有把握”。19日，全会第四次会议讨论军事问题，谷正鼎提出实行总动员，严厉批评国民党内对共温和派的谈判主张是“前方剿匪，后方勾匪”，提出“要肃清和谈的幻想”，并以国民党如果失败大家都将死无葬身之地为由，号召集合反共力量。
- 3月20日和21日，六届三中全会连续举行专场会议讨论党务。吴铁城主持提出了《本党内外形势总检讨及其改革方案内容要点》。

3月21日至23日全会第六、八、九次会议连续讨论经济问题。23日，由黄宇人领衔，100位与会者临时提出《拟请惩治金钞风潮案负责大员及彻查官办商行账目没收贪官污吏之财产以肃官方而平民愤案》。24日通过《经济改革方案》长达万余字，几乎涵盖了经济政策的方方面面。
3月23日全会通过《宪政实施准备案》，宣示“本党之政治设施，应以从速扩大政府基础，准备实施宪法为中心”；“国民政府扩大基础后，在三民主义原则指导下，依据宪法基本精神所为之各项设施，本党应予以全面之支持”；“本党与国内其他和平合法之政党，应切实合作，共同完成宪法实施之准备程序”。“依宪法实行各种选举时，本党应与其他和平合法之政党互相提挈，尽量协助确能代表人民利益之人士参加竞选，并力矫因选举而发生之弊端”；划分中央与地方权限，推行地方自治，实行县长民选。
3月24日发表《国民党三中全会宣言》，提出国民党未来之五大任务后全会闭幕：一是完成宪政准备，确立建国规模；二是消除统一障碍，巩固国家基础；三是实行民生主义、稳定经济秩序；四是维护国际正义，致力国际和平；五是充实教育内容，培养建国元气。